# Vilvoorde

Vilvoordes vapen

Vilvoordes läge inom provinsen Vlaams-Brabant

Vilvoorde är en kommun i provinsen Vlaams-Brabant i regionen Flandern i Belgien. Vilvoorde hade 38 557 invånare per 1 januari 2008.

## Sport
Vilvoorde är säte för Volley Vlaanderen.